# Eisphora
L’eisphora (in greco antico: εἰσφορά?, letteralmente «versamento, contribuzione») era, nell'antica Grecia, un'imposta sul capitale richiesta eccezionalmente da una città per far fronte a particolari necessità economiche relative ad una guerra.
La maggior parte delle fonti riguardano l'Atene del V secolo a.C. ma l’eisphora è segnalata anche altrove. Per esempio, Caridemo la utilizzo in Etolia per finanziare la guerra contro Artabazo di Frigia ; la Beozia fece lo stesso in occasione della guerra di Corinto. La stessa Sparta praticò l'inserimento di un'imposta diretta.

## Ad Atene
L’eisphora colpiva i cittadini (compresi i minorenni) e, almeno a partire dalla fine del V secolo a.C., i meteci. Toccava l'intero patrimonio degli individui, mobiliari (schiavi, oggetti di valore, contante, etc.) o immobiliari (botteghe, terreni, case, etc.), ad eccezione di quelle condotte in affitto (concessioni minerarie, affitti di terreni agricoli). In assenza di un catasto e data la frammentazione della proprietà, solo il proprietario era in realtà in grado di dire quello che possedeva. Conseguentemente, i contribuenti dovevano dichiarare il valore dei loro beni, cosa che lasciava la porta aperta a tentativi di frode.

### Introduzione
La data di introduzione dell'imposta non è nota con certezza. Tucidide indica l'autunno 428 a.C., con la necessità di far fronte all'assedio di Mitilene, "gli ateniesi verseranno, per la prima volta, un contributo straordinario (eisphora) di duecento talenti". Il secondo decreto di Callia II evoca già l’eisphora come una istituzione. Un gruppo di storici datano il decreto al 434-433 a.C.; secondo questi, l’eisphora del 428 a.C. fu la prima della guerra del Peloponneso o la prima a raccogliere una somma così elevata. Altri storici assegnano una data successiva al decreto e considerano che l’eisphora del 428 a.C. fu la prima ad essere istituita. Nel 424 a.C., Aristofane la evoca come una scelta abituale. Nel IV secolo a.C., Demostene ne conobbe due durante i dieci anni della sua tutela; gli oratori attici ne parlano spesso.

### Imponibile
Sembra che l'imponibile fosse determinato dal possesso di un capitale fisso. Si sa che la classe più povera della classificazione di Solone, i teti, non avevano imponibile. Al V secolo a.C. la classe degli zeugiti disponeva di una remunerazione di 200 dracme per anno, da cui un capitale di 2 500 dracme, sulla base di un rendimento dell'8%; al IV secolo a.C. il guadagno necessario per essere zeugiti era stato ridotto a 150 dracme, con un capitale di 1875 dracme. È probabile che la soglia dell’eisphora fosse identica.
Nel 322 a.C., Antipatro abolì la democrazia e fissò a 2 000 dracme il capitale necessario per godere di tutti i diritti politici; 9 000 ateniesi rimasero cittadini. Su questa base, altri hanno stimato che 6 000 persone possedevano 2 500 dracme di capitale ed erano dunque imponibili. Altri propendevano per un numero di contribuenti più elevato, da 14 000 a 22 000 (nel 428 a.C.) o 20 000 (nel IV secolo a.C.). Complessivamente, l’eisphora toccava "una forte minoranza di ateniesi", meteci inclusi.

### La riforma del 378-377 a.C.
L’eisphora perse la sua giustificazione con la fine della guerra del Peloponneso. Atene riscosse una tassa chiamata anche eisphora per rimborsare il denaro preso in prestito dal Trenta tiranni per Sparta, ma non era un prelievo normale.
I prelievi ripresero nel 395 a.C. con la guerra di Corinto, durante la quale vennero effettuati cinque o sei prelievi. Questi cessarono in occasione della pace del 386 a.C., mais ripresero nel 378 a.C. in occasione di un nuovo conflitto. Atene giurò di non richiedere tributi ai suoi alleati e l’eisphora fu oggetto di una riforma. Polibio indicò che si sarebbe proceduto ad una valutazione (timêma) di tutti i beni dell'Attica, che risultarono essere un totale di 5 750 talenti — divenuti poi 6000 talenti.
Questo totale è parso troppo basso a diversi storici, particolarmente in rapporto al tesoro ateniese del 431 a.C.. Per loro la timêma non rappresentava che una parte della ricchezza attica totale (ousia), valutata a 20 000 talenti come minimo. Sulla base di passaggi difficili di Giulio Polluce e di Demostene, consideravano che l’eisphora era un'imposta progressiva, che gravava sulle classi di Solone: per i pentacosiomédimnes (la classe più ricca), l'imponibile era di un quinto del capitale totale. questa proporzione passava ad un sesto per i cavalieri e a un dodicesimo per gli zeugiti. Questa teoria è stata rigettata dagli altri storici, che valutano le fonti in maniera differente. Per loro, le classi di Solone non hanno più senso nel IV secolo a.C. e non potevano essere utilizzate ai fini fiscali: pertanto erano fondate sui redditi, e pertanto l’eisphora era un'imposta sul capitale. Inoltre, secondo queste classi, un operaio qualificato del V secolo a.C., pagato una dracma al giorno, avrebbe dovuto essere considerato come un cavaliere, cosa che non sembra verosimile.
La principale innovazione apportata sul modo di suddividere l’eisphora. Secondo Filocoro "Gli ateniesi furono, per la prima volta, suddivisi per simmorie sotto l'arcontato di Nausinico". 
Lo storico Clidemo indica che "Essi sono stati divisi in cinquanta gruppi che hanno chiamato naukrariai, e i cento gruppi in cui sono attualmente divisi sono chiamati simmorie". Certi storici hanno dedotto che le simmorie (o gruppi fiscali) istituite erano cento. Altri stimarono che erano venti, come le venti simmorie che la legge di Periandro instituì nel 357 a.C. per la trierarchia.